# Arpheuilles (Cher)
Arpheuilles település Franciaországban, Cher megyében. Lakosainak száma 301 fő (2022. január 1.). Arpheuilles Charenton-du-Cher, Meillant, Parnay, Le Pondy, Saint-Amand-Montrond, Saint-Pierre-les-Étieux és Verneuil községekkel határos.

## Népesség
A település népessége az elmúlt években az alábbi módon változott:
| Lakosok száma | 306  | 244  | 333  | 339  | 321  | 301  | 297  | 304  | 301  | 301  |
|               | 1968 | 1982 | 1990 | 2006 | 2013 | 2015 | 2017 | 2019 | 2020 | 2022 |